# 15P/Финлея
Комета Финлея (15P/Finlay) — короткопериодическая комета из семейства Юпитера, которая была открыта 26 сентября 1886 года южно-африканским астрономом Уильямом Финлеем (англ.) в Королевской обсерватории мыса Доброй Надежды (англ.). Она была описана как округлый диффузный объект 11,0 m звёздной величины, с комой около 1 угловой минуты в поперечнике и незначительным сгущением к центру. Комета интересна прежде всего тем, что обладает наименьшим значением MOID (0,009 а. е.) среди всех короткопериодических комет. То есть, поскольку перигелий (0,974 а. е.) её орбиты располагается практически вплотную к перигелию Земли (0,983 а. е.), она способна подходить к ней на чрезвычайно малое расстояние. Одно из самых тесных таких сближений ожидается 26 октября 2060 году, когда комета пролетит всего в 6 млн км от нашей планеты. Комета обладает довольно коротким периодом обращения вокруг Солнца — чуть более 6,5 года.

Орбита кометы Финлея и её положение в Солнечной системе

## История наблюдений
На протяжении месяца комета оставалась довольно трудным объектом для наблюдения и лишь в конце октября постепенно начала набирать яркость и увеличиваться в размерах (до 2,5 угловых минут). Примерно в это же время стали поступать сообщения о появлении центральной конденсации. Комета на короткое время скрылась от наблюдателей при прохождении перигелия, после чего снова появилась в январе. Последний раз она наблюдалась 12 апреля.
Первая эллиптическая орбита кометы была рассчитана американским астрономом Льюисом Боссом в конце октября того же года. Он определил период обращения по орбите в 4,32 года и отметил её сходство с орбитой кометы де Вико 1844 года, а небольшие расхождения объяснил планетными возмущениями. Подобное мнение господствовало вплоть до января 1887 года, когда проанализировав данные о положениях кометы за 43 года с момента открытия, он уточнил орбиту кометы и пришёл к выводу, что в истории кометы де Вико, не было таких возмущений которые могли бы привести её на эту орбиту. Таким образом, убедительно доказав, что комета Финлея является самостоятельным объектом, а не возвращением кометы де Вико.
При возвращении 1893 года комета была восстановлена 18 мая и описана как слабый объект 11,0 m звёздной величины поперечником в 1 угловую минуту и без хвоста. Комета была пропущена в 1899 году из-за неблагоприятных условий наблюдения, но вновь восстановлена в 1906 году, когда 16 августа прошла мимо Земли всего в 0,27 а. е. Комета продолжала набирать яркость по мере приближения к Солнцу и к концу августа достигла 6,0 m звёздной величины при коме диаметром 12 угловых минут.
| Перигелий в различные эпохи |                   |
| Эпоха                       | Перигелий (а. е.) |
| 1866                        | 1,00              |
| 1906                        | 0,96              |
| 1919                        | 1,0               |
| 1981                        | 1,1               |
| 2008                        | 0,97              |
| 2021                        | 0,99              |

В июне 1910 года комета прошла в 0,45 а. е. от Юпитера, который увеличил её орбитальный период с 6,54 года до 6,69 лет, что сделало невозможным наблюдение кометы 1913, а также сильно осложнило её поиски в 1919 году. В итоге 25 октября она всё же была найдена японским астрономом Т. Сасаки, но гораздо дальше от ожидаемого местоположения. Сближение 1910 года негативно повлияло и на условия видимости кометы в последующие несколько десятилетий. Комета практически не наблюдалась вплоть до 1953 года.
Ещё несколько сближений с Юпитером на рубеже XXI века последовательно сокращало расстояние перигелия, что способствовало увеличению её блеска. Вероятно, именно приближение кометы к Солнцу спровоцировало на комете ряд вспышек яркости, одна из которых произошла в 
середине декабря 2014 года и увеличила её блеск до 8,5 m, а вторая — в январе 2015 года и увеличила блеск кометы до 7,0 m. Также 23 октября 2014 было зафиксировано видимое сближение кометы с Марсом до 1/6 градуса. В целом в XXI веке ожидается четыре сближения кометы с Юпитером и ещё три с Землёй. А самое тесное произойдёт в период с 26 по 28 октября 2060 года, когда комета пролетит всего в 0,04 а. е. от нашей планеты.